# Saint-Romans-lès-Melle
Saint-Romans-lès-Melle é uma comuna francesa na região administrativa da Nova Aquitânia, no departamento de Deux-Sèvres. Estende-se por uma área de 8,91 km². Em 2010 a comuna tinha 731 habitantes (densidade: 82 hab./km²).